# ام‌جی مالیفیچو
ام‌جی مالیفیچو (ایتالیایی: MG Maglificio) یک تیم دوچرخه‌سواری در کشور ایتالیا بوده‌است.
این تیم در سال ۱۹۹۲ تأسیس و در سال ۱۹۹۸ منحل شده‌است. تیم ام‌جی مالیفیچو در سال ۱۹۹۲ قهرمان بخش تیمی جیرو دیتالیا شده است.